# بيج سميث
بيج سميث (بالإنجليزية: Page Smith)‏ هو كاتب ومؤرخ أمريكي، ولد في 6 سبتمبر 1917 في بالتيمور في الولايات المتحدة، وتوفي في 28 أغسطس 1995.